# Matthias Bischl
Matthias Bischl, né le 21 août 1988, est un biathlète allemand.

## Carrière
Sportif-soldat, Matthias Bischl éprouve des difficultés à émerger en équipe nationale du fait de problèmes de santé.
Sa première saison au niveau international a lieu en 2011-2012, démarrant dans l'IBU Cup et les Championnats d'Europe, où il remporte la médaille d'or avec le relais.
Il fait ses débuts en Coupe du monde en décembre 2015 à Hochfilzen, à la suite de son podium en IBU Cup à Idre. En mars 2016, il marque ses premiers points en Coupe du monde à Khanty-Mansiïsk avec une 37e place au sprint. Lors de l'hiver 2016-2017, il prend part à plusieurs étapes de la Coupe du monde de manière consécutive, obtenant une seizième place au sprint de Ruhpolding notamment.

## Palmarès

### Coupe du monde
- Meilleur classement général : 60e en 2017.
- Meilleur résultat individuel : 16e.

#### Classements en Coupe du monde
| Saison    | Classement général final | Individuel | Sprint | Poursuite | Mass start |
| 2015-2016 | 101e                     |            | 87e    | nc        |            |
| 2016-2017 | 60e                      | nc         | 49e    | 65e       |            |

### Championnats d'Europe
- Médaille d'or du relais en 2012.
- Médaille de bronze du relais en 2014.

### IBU Cup
- 2 podiums individuels.